# (32393) Galinato
(32393) Galinato est un astéroïde de la ceinture principale.

## Description
(32393) Galinato est un astéroïde de la ceinture principale. Il fut découvert le 31 août 2000 à Socorro par le projet LINEAR. Il présente une orbite caractérisée par un demi-grand axe de 3,17 UA, une excentricité de 0,05 et une inclinaison de 1,2° par rapport à l'écliptique.

## Compléments